# Calle de Sagasta
La calle de Sagasta es una vía pública de la ciudad española de Madrid, que hace de divisoria entre los barrios de Trafalgar y Justicia, pertenecientes respectivamente a los distritos Chamberí y Centro. Une la glorieta de Bilbao con la plaza de Alonso Martínez.

## Historia

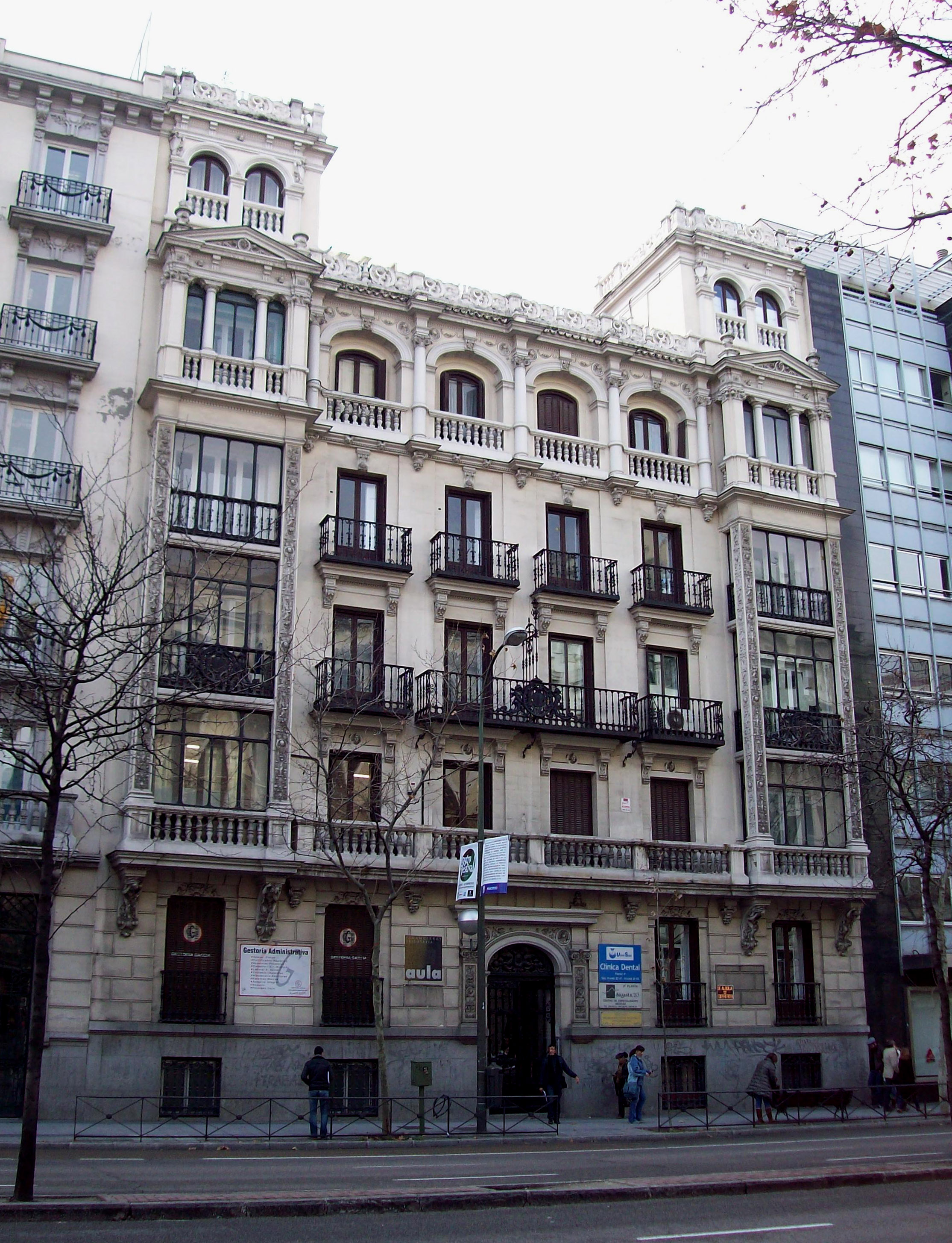
Edificio en el número 20.

La vía, que discurre en dirección oeste-este, tiene su comienzo en la glorieta de Bilbao y finaliza su recorrido en la plaza de Alonso Martínez. Antiguamente era conocida con el nombre de «ronda de Santa Bárbara».
Aparece tanto en el plano de Texeira de 1656 como en el de Antonio Espinosa de los Monteros de 1769, sin embargo en ambos sin nombre. Originalmente un estrecho y solitario camino, según la describen Carlos Cambronero e  Hilario Peñasco de la Puente, tomó forma de calle espaciosa hacia 1889. Al término de la calle, en la manzana comprendida entre Sagasta, Covarrubidas y Alonso Martínez, concretamente en los números 21 y 33 —antiguos 29 y 31—, se encuentran unas viviendas proyectadas por Luis de Landecho y erigidas entre 1899 y 1901.
Debe su nombre al político liberal Práxedes Mateo Sagasta, natural de la localidad logroñesa de Torrecilla de Cameros. Este honor le fue concedido en vida, pues falleció en 1903. Por el flanco de los impares afluyen las calles de Eguilar, Francisco de Rojas, Manuel Silvela y Covarrubias y por el de los pares las de Churruca, Larra, Mejía Lequerica, Antonio Flores y Hermanos Álvarez Quintero.

## Residentes ilustres
- Francisco Serrano Anguita. Periodista y dramaturgo del siglo XX